# Departamento de Los Lagos
Departamento de Los Lagos är en kommun i Argentina.   Den ligger i provinsen Neuquén, i den sydvästra delen av landet, 1 300 km sydväst om huvudstaden Buenos Aires. Antalet invånare är 8 654. Arean är 4 230 kvadratkilometer.
Terrängen i Departamento de Los Lagos är bergig åt nordväst, men åt sydost är den kuperad.
Trakten runt Departamento de Los Lagos består i huvudsak av gräsmarker. Runt Departamento de Los Lagos är det mycket glesbefolkat, med 3 invånare per kvadratkilometer.